# شرح، کشف، و یکپارچه‌سازی فراگیر
پروتکل شرح، کشف، و یکپارچه‌سازی فراگیر یا یودی‌ (Universal Description, Discovery and Integration - UDDI) را باید یکی از پایه‌های اصلی در ایجاد و اجرای فن‌آوری خدمات وب به حساب آورد. یودی‌ سکّوی استانداردی به وجود می‌آورد، که بر روی آن، شرکت‌ها و کاربردهای گوناگون قادرند به جستجوی آسان، سریع، و پویای خدمات وب بر روی اینترنت بپردازند. 

## پیوندهای بیرونی
- UDDI specifications
- Oasis UDDI
- UDDI Browser